# Швырёв, Владимир Сергеевич
Влади́мир Серге́евич Швырёв (14 января 1934 — 23 мая 2008, Москва) — советский и российский философ, специалист по теории познания, методологии науки, проблемам природы философского знания. Доктор философских наук, профессор, главный научный сотрудник Института философии РАН.
В годы студенчества и аспирантуры активный участник Московского логического (позднее методологического) кружка. Один из первых советских исследователей неопозитивистской концепции логики науки. Также известен как переводчик трудов Д. Юма.

## Биография
В 1956 году окончил философский факультет МГУ имени М. В. Ломоносова.
В 1962 году окончил аспирантуру Института философии АН СССР и там же защитил диссертацию на соискание учёной степени кандидата философских наук по теме «Критика непозитивистской концепции логики науки».
В 1977 году защитил докторскую диссертацию «Теоретическое и эмпирическое как проблема методологического анализа науки» (специальность 09.00.01 — диалектический и исторический материализм).
Скончался 23 мая 2008 года. Похоронен в Москве на Ваганьковском кладбище (участок 57).

## Научные труды

### Монографии
- Швырёв В. С. Неопозитивизм и проблемы эмпирического обоснования науки. / АН СССР. Ин-т философии. — М.: Наука, 1966. — 215 с.
- Полторацкий А. Ф., Швырёв В. С. Знак и деятельность. — М.: Политиздат, 1970. — 117 с. (Философская библиотечка для юношества).
- Швырёв В. С., Юдин Э. Г. Мировоззренческая оценка науки: критика буржуазных концепций сциентизма и антисциентизма. — М.: Знание, 1973. — 64 с.
- Швырёв В. С. Теоретическое и эмпирическое в научном познании. — М.: Наука, 1978. — 382 с.
- Швырёв В. С., Шагеева В. А. Опыт как фактор научно-познавательной деятельности : (Историко-научный аспект). Аналитический обзор. — М.: ИНИОН, 1983. — 70 с.
- Швырёв В. С. Научное познание как деятельность. — М., 1984.
- Швырев В. С. Анализ научного познания: основные направления, формы, проблемы. / Отв. ред. В. А. Лекторский; АН СССР, Ин-т философии. — М.: Наука, 1988. — 177 с. ISBN 5-02-008017-9
- Швырев В. С. Рациональность как ценность культуры. Традиция и современность. — М.: Прогресс-Традиция, 2003. — 174 с. ISBN 5-89826-167-2

### Статьи
- Швырёв В. С. Восхождение от абстрактного к конкретному // Философский энциклопедический словарь / Гл. редакция: Л. Ф. Ильичёв, П. Н. Федосеев, С. М. Ковалёв, В. Г. Панов.— М.: Советская энциклопедия, 1983. — 840 с.

## Награды
- Заслуженный деятель науки Российской Федерации.